# Reserva de familia
Reserva de familia est un téléroman chilien diffusé en 2012 par TVN.

## Acteurs et personnages

### Acteurs principaux
- Nelson Villagra : Fernando Ruiz-Tagle
- Francisco Melo : Miguel Ruiz-Tagle
- Paola Volpato : Paula Risopatrón
- Marcelo Alonso : Pedro Serrano
- Ingrid Cruz : Ema Ruiz-Tagle
- Diego Muñoz : Raúl Ruiz-Tagle
- Luz Valdivieso : Lucía Rivera
- Andrés Velasco : Gustavo González
- Ignacia Baeza : Sara García
- Pablo Cerda : Daniel Rivera
- Patricia López : Mónica Robles
- Ximena Rivas : Jacqueline Ortega
- Consuelo Holzapfel : Sofía Guzmán
- Gabriela Medina : Tina Sánchez
- César Arredondo : Natalio Contreras
- Catalina Aguayo : Paloma Olmedo / Antonia Olmedo
- Florencia Martínez : Claudia Ruiz-Tagle

### Participations spéciales
- Gloria Münchmeyer : Estela Solar
- Luis Alarcón : Federico Rivera
- Patricio Achurra : Agustín Correa
- Silvia Santelices : Amelia de Correa
- Elvira Cristi : Pascal Correa
- Nicolás Brown : Gonzalo Rodríguez
- César Caillet : Adrián Fernández
- Ivana Llanos : Lorena Paris
- Fernando Olivares : Detective Toledo
- Alex Zisis : Diego Calvo
- Pedro Vicuña : Iván Serrano
- Pablo Striano : Julio Medina
- Sergio Silva : "Cabezón", ami de Gustavo

## Diffusion internationale
| Pays  | Chaîne | Titre              | Série première |
| ----- | ------ | ------------------ | -------------- |
| Chili | TVN    | Reserva de familia | 19 mars 2012   |

## Versions
- Gran reserva (La 1)

### Sources
- (es) Cet article est partiellement ou en totalité issu de l’article de Wikipédia en espagnol intitulé « Reserva de familia » (voir la liste des auteurs).